# Набоких, Павел Андреевич
Павел Андреевич Набоких (род. 13 июля 1989 года) — российский фристайлист.

## Карьера
Профилируется на ски-хафпайпе и могуле. Тренер - Евгений Серов.
В январе 2007 года дебютировал на этапах Кубка Европы. Лучший результат - 7 место в могуле на этапах в Сьерра-Невада (Испания) в марте 2010 года и на этапе в Полярных Зорях в марте 2011 года. На том же этапе был восьмым в параллельном могуле.
В январе 2013 года дебютировал на этапах Кубка мира. Лучший результат - 17 место на этапе в Калгари в январе 2014 года.
На чемпионате мира 2013 года был 22-м.
Участник Олимпиады в Сочи, где занял 24-е место.
Студент Московского государственного педагогического университета.